# Kim Hyrkkönen
Kim Hyrkkönen (* 24. September 2000) ist ein finnischer Unihockeyspieler, der beim Nationalliga-A-Verein Chur Unihockey unter Vertrag steht.

## Karriere

### Verein
Hyrkkönen stammt aus dem Nachwuchs des SC Classic und wechselte später in den Nachwuchs von Kovee. 
2016 konnte er mit der U18-Mannschaft den Vizemeistertitel feiern. Ein Jahr später debütierte als Center in der höchsten finnischen Liga für Koovee. In seiner ersten Saison absolvierte er deren fünf Partien. 2018 konnte Hyrkkönen zudem den Meistertitel mit der U18-Mannschaft feiern. Seinen ersten Treffer erzielte er in seiner zweiten Saison.
2019 wechselte er zusammen mit seinem damaligen Trainer Iivo Pantzar in die Schweiz zu Chur Unihockey. Am 12. Februar verkündete Chur Unihockey die Vertragsverlängerung mit dem Finnen.

### Nationalmannschaft
2017 debütierte Hyrkkönen für die finnische U19-Nationalmannschaft und nahm mit ihr an der Euro Floorball Tour 2017 und 2018 teil.
2021 wurde er für die U23-Nationalmannschaft aufgeboten.